# IKARUS Security Software
IKARUS Security Software — бренд антивирусного программного обеспечения, разработкой которого с 1986 года занимается одноимённая австрийская компания IKARUS Security Software Ges.m.b.H.

## История
IKARUS Security Software Ges.m.b.H была основана в 1986 году, когда проблема компьютерных вирусов имела преимущественно научно-теоретический характер. В связи с этим, компанией был создан язык для описания вирусов ViDL (Virus Description Language), который сегодня стал одним из стандартов International Computer Security Association.
IKARUS Security Software является одной из немногих компаний, начавших разрабатывать антивирусные программы ещё до того, как в 1987 году начались первые масштабные эпидемии заражения компьютеров, привлекшие внимание СМИ к теме компьютерных вирусов.
Офис компании находится в Вене. Продукция компании хорошо известна в Европейском союзе, в частности, в Австрии, где антивирусными решениями IKARUS пользуется большинство крупнейших компаний. Президентом IKARUS Security Software Ges.m.b.H является г-н Joe Pichlmayr.
Основные программные решения IKARUS имеют интерфейс на русском, английском, немецком и других языках.
Девиз антивируса — «IKARUS anti.virus — параноидальный антивирус не для домохозяек».

## Основные программные продукты
IKARUS anti.virus — антивирусная программа, которая обезвреживает вирусы, сетевые черви, троянские программы и т. д., благодаря оригинальной технологии сканирования IKARUS T3.
IKARUS security.manager — полнофункциональное решение для организаций и офисных компьютерных сетей. Позволяет администратору управлять, конфигурировать, обновлять и контролировать продукты IKARUS на клиентских рабочих станциях.
IKARUS my.mailwall — проверяет электронные письма на спам и вирусы в скан-центре IKARUS и доставляет очищенными от вирусов и другого вредоносного кода виде.
IKARUS security.proxy — прокси-сервер. Антивирусная защита почтовых и интернет-шлюзов, работает с любым межсетевым экраном (файрволом) и не требует изменений в установках персональных компьютеров пользователей.
IKARUS mobile.security — удостоенное наград антивирусное решение для устройств на базе операционной системы Android. Использует собственную технологию обнаружения опасных приложений.